# فئودور ترنتیف
فئودور ترنتیف (روسی: Фёдор Михайлович Терентьев؛ ۴ اکتبر ۱۹۲۵ – ۲۰ ژانویهٔ ۱۹۶۳) اسکی‌باز اسکی صحرانوردی اهل اتحاد جماهیر شوروی بود.
وی در مسابقات کشوری و بین‌المللی در مجموع برندهٔ یک مدال طلا، دو مدال نقره و یک مدال برنز شده است.